# (4291) Kodaihasu
(4291) Kodaihasu est un astéroïde de la ceinture principale.

## Description
(4291) Kodaihasu est un astéroïde de la ceinture principale. Il fut découvert le 2 novembre 1989 à Yorii par Masaru Arai et Hiroshi Mori. Il présente une orbite caractérisée par un demi-grand axe de 2,98 UA, une excentricité de 0,08 et une inclinaison de 13,6° par rapport à l'écliptique.

## Compléments